# Михаил Строгов
Михаил Строгов (фр. Michel Strogoff) или Царев гласник је роман Жила Верна из 1876. године. Ово дело је доживело неколико екранизација у виду играног и цртаног филма. 

## Кратак опис
Михаил Строгов, тридесетогодишњак из Омска, гласник је руског цара Александра II. Татарски кан Феофар диже буну и одваја руски Далеки исток од матице, уништавајући телеграфске везе. Побуњеници окружују последње упориште Русије у Сибиру, Иркутск, где је на власти царев брат. Цар шаље Строгова у Иркутск да му однесе писмо у ком га обавештава о издајнику Ивану Огареву. Огарев, бивши пуковник, ражалован и протеран сада тражи начин да се освести краљевској породици. Он намерава да уништи Иркутск тако што ће запалити велике количине нафте на обали реке Ангаре.
На путу до Иркутска, Строгов среће Нађу Фјодорову, ћерку политичког затвореника изгнаног у Сибир, Василија Фјодора. Она је добила дозволу власти да се придружи своме оцу након што јој је умрла мајка. Поред ње Михаил Строгов среће и двојицу страних новинара Харија Блаунта из „Дневног телеграфа“ и Алсида Жоливеа, Француза који своје извештаје шаље рођаки Мадлени. Блаунт и Жоливе прелазе исти пут као и Михаил Строгов, током ког су се неколико пута раздвајали и састајали. Михаил Строгов током путовања користи лажни идентитет представљајући се као Николај Карпанов, међутим он бива откривен након сусрета са мајком Омску. Татари заробљавају Михаила, његову мајку и Нађу. Иван Огарев оптужује Строгова да је шпијун. Кан Феофар одлучује да помоћу вреле сабље ослепе Строгова. Након тог чина свима се чини да је Михаил Строгов ослепљен али се касније испоставља да се он спасао захваљујући великом лучењу суза. Међутим, Михаил Строгов се претварао да је слеп, па је и Нађа која га је пратила исто то мислила. Михаил и Нађа су успели да побегну Татарима и да стигну до Иркутска. Ватра на реци и поред ње, као и санте леда отежали су им долазак у град. У дворцу се сусрећу Михаил Строгов и Иван Огарев. У двобоју Строгов убија Огарева. Нађа се среће са оцем, а након извесног времена опкољеном граду у помоћ пристиже војска генерала Кисељева и Татари бивају присиљени на повлачење. Михаил и Нађа се венчавају а новинари Хари Блаунт и Алсид Жоливе одлазе у Кину. 